# ミスラ法

ミスラ法で菌液を寒天平板に滴下した図

ミスラ法は、生菌数の簡易測定法。常法では菌液を寒天培地に混釈なり塗抹なり濾過貼付なりして培養するが、本法では菌液を寒天平板に滴下・浸透させるのみで培養、生菌数を測定する。イギリスのマイルスとミスラ（1938年、733頁）が考案した。

## 手順
- 材料
  - 0.02 mL滴下ピペット（要校正）
  - 寒天平板6枚：後述で滴下する試料溶液が15～20分で浸透するよう、37℃2時間等乾燥しておく。マジック等で各平板を希釈段階数の区画に分け、希釈番号を振っておく。
  - 滅菌済希釈液[2]：試験管所要数
- 段階希釈：菌液原液を所要の希釈段階に希釈。
- 段階希釈液を寒天平板に滴下。0.02 mLを高さ2.5 cmから滴下し、直径1.5～2.0 cmに広がるようにする。
  - 各平板に全希釈段階が滴下されるよう、滴下する（6重測定）。
- 平板を培養
- 集落数勘定：集落数が段階希釈と逆転しておらず、20以上の集落を形成した希釈段階を勘定し、生菌数の算出に採用する。
- 生菌数算出：6枚の生菌数の平均をとり、0.02 mLあたりの生菌数を算出する。